# Antonín Pustka
Antonín Pustka (4. května 1877, Kunčice pod Ondřejníkem – 26. října 1960, tamtéž) byl sběratelem lidových písní.

## Život
Již v mládí se věnoval hře na housle a flétnu. Během studií byl pověřen Karlem Kálalem, svým profesorem na reálném gymnáziu ve Frenštátě pod Radhoštěm, aby pro frenštátskou národopisnou výstavu sesbíral 50 písní z Kunčic.[zdroj?]
Ačkoliv bylo Antonínu Pustkovi teprve šestnáct let, úkolu se zhostil výborně. Tento úspěch ho motivoval k dalším zápisům. Jako jeden z nejvýznamnějších regionálních sběratelů písní se seznámil a poté i spřátelil s Leošem Janáčkem, který do Kunčic několikrát zavítal. Od Antonína Pustky si Janáček vypůjčil jeho sbírku písní k prostudování a úpravě, ale už mu ji nevrátil. Našla se až po několika letech ve Státním ústavu pro lidovou píseň. Leoš Janáček si této sbírky natolik vážil, že z ní uveřejnil celých jedenáct písní ve své sbírce Moravských písních milostných.
V letech 1909–1919 a 1920–1934 byl Antonín Pustka v Kunčicích starostou.

## Dílo
- Fojtův zápis – divadelní hra
- Staré paměti Kunčic pod Ondřejníkem (1938, vlastním nákladem)

## Posmrtná pocta
Obec Kunčice pod Ondřejníkem připomněla v roce 2017 140. výročí narození Antonína Pustky řadou akcí.